# ウィリストン駅
ウィリストン駅（英語:  Williston station）は、アメリカ合衆国ノースダコタ州ウィリストンサウス・メイン・ストリート1にある駅。 全米各地を結ぶ旅客鉄道のアムトラックが乗り入れている。

## 概要
駅自体は1893年6月18日に開業。駅舎は1910年にグレート・ノーザン鉄道によって建設され、2010年夏に改修工事が施工された。

## 利用可能な鉄道路線／列車
アムトラックの停車する列車は下記の通り。
シカゴとシアトル / ポートランド間の夜行長距離列車エンパイア・ビルダー … 1往復 発着
※当駅にはシカゴ - シアトル間、シカゴ - ポートランド間の編成とも停車。ワシントン州のスポケーン駅にて連結および切り離しを行う。